# Джуно Диас
Джуно Диас (на английски: Junot Díaz) е доминиканско-американски журналист и писател на произведения в жанра драма, научна фантастика и документалистика.

## Биография
Джуно Диас е роден на 31 декември 1968 г. в Санто Доминго, Доминиканска република. Той е третото дете в петчленното семейство. През ранното си детство той живее с майка си и нейните родители, докато баща му работи в САЩ. През декември 1974 г. имигрира в Парлин, Ню Джърси, където отраства. Обича да гледа апокалиптични филми, а като запален читател често върви на шест километра, за да заеме книги от публичната библиотека.
Завършва през 1987 г. гимназия в Олд-Бридж Тауншип. В продължение на една година посещава колежа Кийн в Юнион, Ню Джърси, а след това през 1992 г. получава бакалавърска степен по английска филология от университета Рутгерс в Ню Брънзуик. В колежа е повлиян от писателките Тони Морисън и Сандра Сиснерос. След това работи в университета Рутгерс като редактор. После следва в университета „Корнел“, откъдето получава магистърска степен по изящни изкуства през 1995 г. В университета написва по-голямата част от първите си разкази.
През 1996 г. е издаден първият му сборник с разкази „Drown“ (Удавяне). Сборникът става бестселър в САЩ и е обявен за събитие от литературната критика.
Първият му роман „The Brief Wondrous Life of Oscar Wao“ (Краткият чуден живот на Оскар Уао) е издаден през 2007 г. Той е свързан с доминиканската история, американската латино имиграция и света на страстните любители на комиксите и научната фантастика. Книгата печели наградата на американската литературна критика (2007), наградата Пулицър (2008) за белетристика, обявена е за „Роман на годината“ от списание „Тайм“ за 2007 г.
През 2012 г. сборникът му „Ето така я губиш“ става бестселър в списъка на „Ню Йорк Таймс“ и финалист за Националната литературна награда на САЩ. Същата година получава стипендия „гений“ от фондация „Макартър“.
През 2014 г. и 2015 г. е номиниран за Залата на славата на Ню Джърси за заслугите си към изкуствата и литературата.
Работи като редактор на секцията за художествена литература в списание „Boston Review“. Преподава творческо писане в Масачузетския технологичен институт. Той е активен в доминиканската американска общност и е член-основател на Фондация „Гласовете на нашата нация“, фокусирана върху латино и афро писатели.
Джуно Диас живее със семейството си в Ню Йорк и Бостън.

## Произведения

### Самостоятелни романи
- The Brief Wondrous Life of Oscar Wao (2007)
Краткият чуден живот на Оскар Уао, изд.: „Жанет 45“, Пловдив (2013), прев. Владимир Молев

### Новели
- The Cheater's Guide to Love (2019)

### Сборници
- Drown (1996)
- This Is How You Lose Her (2012)
Ето така я губиш, изд.: „Orange Books“, София (2017), прев. Надя Баева
- Six Shorts (2013) – с Марк Хадън, Сара Хол, Сайън Джоунс, Тоби Лит и Али Смит

### Разкази
- Monstro (2012)
- Nilda (2015)

### Документалистика
- Apocalypse (2011)
- Global Dystopias (2017)
- Evil Empire (2018)
- Shadow of the Adept (2020)

### Екранизации
- 2002 Washington Heights – допълнителен диалог